# 台灣人公共事務會
台灣人公共事務會（英語：Formosan Association for Public Affairs；簡稱FAPA）是一個促進國際關注台灣議題、推动台灣建國的组织，1982年由蔡同榮、彭明敏、王桂榮、陳唐山等人在美国洛杉矶合創成立，首任会长為蔡同荣，現任會長為林素梅。總會設於華盛頓特區，在全美各地另有44個分會，會員約2000人。
2002年1月13日，總統陳水扁在出席FAPA20週年慶時主動宣佈在中華民國護照加注「TAIWAN」字樣。2007年3月4日，陳水扁在出席FAPA25週年慶時提出「台灣要獨立，台灣要正名，台灣要新憲，台灣要發展；台灣沒有左右路線，只有統獨的問題」的「四要一沒有」。

## 成立與名稱
據創會會長蔡同榮回憶，最早是海外臺灣人為了反制當時在臺灣的國民黨政府對媒體的壟斷。因此1982年1月，時任臺獨聯盟主席張燦鍙寫信給各地熱心同鄉，請他們到洛杉磯開會，除了討論在島外設立電台向臺灣播送，也討論如何推展國民外交的問題:81。
2月13日，會議舉行，有丁招昇、王桂榮、周明安、林明哲、許千惠、陳伸夫、陳唐山、陳都、郭雨新、彭明敏、蔡仁泰、楊加猷、楊宗昌、羅福全與蔡同榮等15人與會。由於與會人員認為電台容易受到國民黨政府干擾播放、且島內黨外雜誌已蓬勃發展，因此計劃被擱置下來。剩下的時間集中討論如何成立一個機構專門負責國民外交，14日上午，討論這個會議是否隸屬世台會，最終決定在世台會外另外成立組織，避免世台會如積極參與外交工作，恐怕使怕參與政治的同鄉連世台會都裹足不前。當時大家同意採用「Taiwanese Association on Public Affairs」，英文簡稱為TAOPA，唸起來像臺灣話的「幫忙打」。後來有人認為文法上有問題，蔡同榮在查閱數種參考書後，提出改為「Formosan Association for Public Affairs」，簡稱FAPA，唸起來像臺灣話的「喊打」，投票的結果，有三分之二的人贊成名稱:82-83。
在會長選舉方面，有彭明敏、陳唐山與蔡同榮被提名為候選人，當時三人都不願意出任會長：彭明敏說他住西岸，應由東岸的人當會長，地理比較方便；陳唐山則表示他是世台會理事長，已經夠忙不便再當會長；蔡同榮則表示他醉心於研究，著手著書無法半途而廢，最後在三人商討下，蔡同榮認為如果選不出會長，這個會無異流產，因此同意被提名，並提出設立會員制度、以及一年後舉行會長選舉為條件。在無記名投票下，蔡同榮正式當選會長:83。

## 宗旨
1. 爭取國際支持，使台灣成為主權獨立的國家，並進入國際社會。
2. 增進世界各地台灣人的權益。
3. 促進台灣的和平與安全。

## 活動
1986年2月，菲律賓爆發人民力量革命，推翻馬可仕政權，使海外臺灣獨立運動聯想菲律賓與國民黨政府皆是威權體制，同樣與美國關切、受美國大力支持。菲國革命可成，是否預示臺灣會是下一個變動地區。同年3月2日，FAPA執行長蔡同榮即隨索拉茲率領的美國國會訪問團造訪菲律賓，3月6日拜會新任總統艾奎諾夫人（即柯拉蓉），向菲國人民革命表達高度肯定，並表示這將給予臺灣人相當大的鼓勵:106-107。蔡同榮並拜會副總統兼內閣總理外交部長勞瑞爾，談及於菲國設立電台之事:107。
1986年3月7日，FAPA執行長蔡同榮與許榮淑向剛上任的菲律賓司法部長岡薩雷斯（Neptali Gonzales）交涉臺灣漁船遭扣留事件:107。補足國民黨政府外交不足的工作成效:287。
蔡同榮此行亦為了推動海外臺獨勢力的電台計劃，由於臺灣島內受國民黨政府威權統治，媒體長期被控制，因此海外臺獨企圖透過第三地設立電台，向島內傳第一手臺獨資訊。當時選定在菲律賓設立電台，尤其此時曼格拉帕斯在馬可仕倒台後，重返菲律賓出任外交部長，極具聲望。1986年10月6日，海外臺獨透過ICDP當白手套通過此計劃，並吸引南韓金大中的組織決定參加。張燦鍙、許世楷在1986年底便在美國各地說明及募款工作，1986年12月，正式在菲律賓設立公司，並在1987年初向菲律賓電信部申請廣播執照。然而革命後的菲國身陷政局不穩及經濟蕭條，為怕影響與國民黨政府的經濟合作獲經濟援助，艾奎諾夫人只有向蔡同榮表示愛莫能助:109。與蔡同榮一起拜訪柯拉蓉的羅福全回憶，當時柯拉蓉推說菲國農業落後需要國民黨政府協助，而羅氏問她「國民黨政權可以支撐多久？」她一聽靠向椅背，愣了半刻:316。1987年3月，菲律賓更以避免影響選舉為由，下令6月10日以前凍結電台的設置及轉讓，使設立電台的難度與資金風險更升高，最終不得不擱置電台計劃:288。
1987年，在FAPA及關心臺灣民主的美國議員努力下，美國眾議院通過《臺灣民主決議案》（H.R.1777），呼籲國府終止戒嚴令、取消黨禁、加速實現民主政治，包含保障言論和集會的自由，為實現具代表性政府而應全面改選中央民意機關。1987年12月，美國參議院通過該決議案:47。

## 成果
- 為台美人爭取到二萬五千名移民配額
- 促美國國會舉辦有關台灣議題聽證會
- 舉辦有關台灣問題之研討座談活動
- 1986年美國國會成立「台灣民主委員會」
- 1991年起推動美國國會支持「台灣加入聯合國」決議案
- 1994年10月25日，促成「國務院技術修正法案」通過，使台美人美國護照出生地可以「台灣」取代「中國」
- 1995年FAPA協助突破台灣四十餘年三台電視媒體的壟斷
- 1996年3月推動美國參、眾兩院通過「台灣安全決議案」，明確表示美國將協助台灣防禦任何中國武力侵犯或封鎖
- 1997年11月成功推動眾議院「美國協防台灣軍售法案」通過
- 1998年3月安排台北市長陳水扁訪問華府及紐約的拜會行程
- 1998年5月在國會聽證會作證，要求二千年人口普查問卷的「族裔」欄內加入「Taiwanese」
- 1998年7月推動美國國會參、眾兩院分別通過支持台灣決議案—S.Con.R.107及H.Con.R.301
- 1998年10月成功推動台灣參與WHO決議案H.Con.Res.334 以418:0票通過
- 1999年推動參議院無異議通過第26號決議案「支持台灣參與WHO」
- 1999年推動「台灣參與WHO」HR1794法案於參、眾兩院通過，並獲總統簽署。
- 1999年國會通過法案要求國務院提出報告，加強協助台灣加入國際組織。

## 脚注
1. ↑  臺灣話：tàu-bok。
2. ↑  臺灣話：huah-bok。

## 相關文獻
(按照作者姓氏漢語拼音順序排列)
- 蔡同榮，《我要回去》。高雄：敦理出版社。1990年9月初版
- 陳榮儒編，1995，FAPA草根外交，修訂版。台北：公民投票雜誌社。
- 陳榮儒編著，2001，台美人的民間外交。台北：前衛出版社。
- 陈文寿，2013，FAPA·台湾·美国：台美人之美国游说研究序说。香港：香港社会科学出版社。
- 林勁，1993，1981-1985年海外台獨「組織」評述，見林勁，「台獨」研究論集，頁96-109。台北：海峽學術出版社。
- 林美呈，1999，台灣民主化與美國人權外交政策(1980年代)。國立台灣大學政治研究所碩士論文。
- 王桂榮，1999，王桂榮回憶錄：一個台美人的移民奮鬥史。Upiand，Calif.：台灣出版社。
- 吳明基，2005，台灣人公共事務會(FAPA)在海外台灣人運動中的工作 (1982-1990)，見張炎憲、曾秋美、陳朝海，自覺與認同:1950-1990年海外台灣人運動專輯，頁291-304。台北：吳三連台灣史料基金會。